# Colin Jordan
Pour les articles homonymes, voir Jordan.
John Colin Campbell Jordan connu sous le nom de Colin Jordan, né le 19 juin 1923 à Birmingham et mort le 9 avril 2009 à Pateley Bridge (Yorkshire du Nord), est un militant néonazi britannique. Dans les cercles de l'extrême droite britannique des années 1960, Jordan représentait le courant le plus ouvertement nazi, qui se revendiquait explicitement du Troisième Reich.
À travers des organisations comme le National Socialist Movement (en) ou le World Union of National Socialists, Jordan prônait un « nazisme universel » pan-Aryen.
À la fin de sa vie, bien que n'étant plus affilié à aucun parti, Jordan demeurait une personnalité connue de l'extrême droite britannique.

## Biographie
Fils d'un professeur d'université, Jordan étudie à l'école de Warwick de 1934 à 1942 puis au Sidney Sussex College, dont il sort diplômé avec une licence d'histoire avec mention bien. Il devient ensuite professeur de mathématique dans une école de Coventry où les élèves lui donnent le surnom de « Jumbo ». Il rejoint la Ligue des loyalistes de l'Empire, dont il est organisateur dans les Midlands.
À Cambridge, Jordan a formé un « club nationaliste », d'où il est invité à rejoindre le bref British Peoples Party, un groupe d'anciens membres de la British Union of Fascists emmenés par Lord Tavistock, héritier du duc de Bedford. Jordan devient bientôt le disciple d'Arnold Leese, qui lui lègue une propriété qui devient sa base d'opérations quand Jordan lance la White Defence League en 1958. Jordan fusionne plus tard ce parti avec le Parti national travailliste pour former le British National Party (en) en 1960, bien qu'il s'en sépare après une querelle avec John Bean, qui estime que les liens de Jordan avec le National-socialisme empêchent de progresser.
En conséquence, il fonde en 1962 le National Socialist Movement (en), devenu en 1968 le British Movement avec John Tyndall. En août 1962, Jordan anime une conférence internationale de Nationaux-socialistes dans le Gloucestershire, qui conduit à la formation de la World Union of National Socialists (dont Jordan dirige la section européenne durant les années 1960). Le 16 août, Jordan et Tyndall (avec d'autres) tombent sous le coup de la loi sur l'ordre public de 1936 en tentant de constituer une force para-militaire appelée « Fer de lance » (en anglais, « Spearhead »).
Il a été brièvement marié à Françoise Dior, qu'il a épousée en 1963.
Lors de l'élection partielle de Leyton de 1965, durant une réunion publique, Jordan est frappé par Denis Healey alors secrétaire d'État à la Défense. L'altercation avait pour cause l'instrumentalisation de l'élection partielle par l'extrême-droite pour susciter la haine raciale après qu'une campagne raciste ait causé la défaite du candidat travailliste (et secrétaire d’État aux Affaires étrangères) Patrick Gordon-Walker lors de l'élection générale d'octobre 1964 dans la circonscription de Smethwick.
En octobre 1963, alors que John Tyndall était toujours en prison, Jordan, tout juste libéré, épouse la fiancée de Tyndall, Françoise Dior, ex-femme d'un aristocrate français et nièce du couturier Christian Dior. A sa libération de prison en 1964, Tyndall se sépare de Jordan pour créer le Greater Britain Movement.
Dans les années 1980, Jordan relance Gothic Ripples, originellement publié par Arnold Leese, comme son propre organe de presse.
Jordan demeure une voix de l'extrême-droite britannique, et bien qu'il ne soit plus affilié à aucun parti, il a maintenu des liens avec des groupes dirigés par Eddy Morrison, tels que le White Nationalist Party, et le British Peoples Party, mais aussi le American National Socialist Workers Party. Il vit à la campagne, dans le nord du Yorkshire, près de Harrogate.

## Œuvres
- Gothic Ripples, un bulletin
- Fraudulent Conversion: The Myth of Moscow’s Change, 1955
- The Coloured Invasion, 1967
- Merrie England— 2,000, 1993
- National Socialism: Vanguard of the Future, Selected Writings of Colin Jordan, 1993  (ISBN 87-87063-40-9)
- The Uprising, 2004